# Енріко Мільявакка
Енріко Мільявакка (італ. Enrico Migliavacca; 22 березня 1901, Пінероло — 18 липня 1979, Ла-Плата) — італійський футболіст, що грав на позиції півзахисника, зокрема за «Казале», а також національну збірну Італії.

## Клубна кар'єра
Народився 22 березня 1901 року в місті Пінероло. Вихованець футбольної школи клубу «Казале». Дорослу футбольну кар'єру розпочав 1919 року в основній команді того ж клубу, в якій за сезон взяв участь у 19 матчах чемпіонату.
Протягом 1920—1922 років захищав кольори клубу «Новара», після чого 1923 року повернувся до рідного «Казале». Відтоді відіграв за команду з Казале-Монферрато ще одинадцять сезонів своєї кар'єри, взявши участь у 239 іграх італійської першості і забивши 44 голи.
Протягом 1935—1937 років захищав кольори клубу «Асті», де був граючим тренером.
Пізніше, тренуючи команду «Віртус Ланчано» на початку 1940-х, провів дві гри у її складі.

## Виступи за збірну
1921 року дебютував в офіційних матчах у складі національної збірної Італії.
Загалом протягом кар'єри у національній команді, яка тривала 3 роки, провів у її формі 11 матчів, забивши 3 голи.

## Кар'єра тренера
Грачи за «Асті» у середині 1930-х поєднував виступи на полі з тренуванням команди.
Згодом до 1943 року тренував команди «Казале», «Віртус Ланчано» та «Анконітани».
Помер 18 липня 1979 року на 79-му році життя в аргентинській Ла-Платі.
| Дата      | Місто     | Господарі      | Результат | Гості          | Турнір           | Голи | Примітки |
| --------- | --------- | -------------- | --------- | -------------- | ---------------- | ---- | -------- |
| 20-2-1921 | Марсель   | Франція        | 1 – 2     | Італія         | товариський матч | -    |          |
| 6-3-1921  | Мілан     | Італія         | 2 – 1     | Швейцарія      | товариський матч | 1    |          |
| 5-5-1921  | Антверпен | Бельгія        | 2 – 3     | Італія         | товариський матч | 1    |          |
| 8-5-1921  | Амстердам | Нідерланди     | 2 – 2     | Італія         | товариський матч | -    |          |
| 15-1-1922 | Мілан     | Італія         | 3 – 3     | Австрія        | товариський матч | -    |          |
| 26-2-1922 | Турин     | Італія         | 1 – 1     | Чехословаччина | товариський матч | -    |          |
| 21-5-1922 | Мілан     | Італія         | 4 – 2     | Бельгія        | товариський матч | -    |          |
| 1-1-1923  | Мілан     | Італія         | 3 – 1     | Німеччина      | товариський матч | 1    |          |
| 4-3-1923  | Мілан     | Італія         | 0 – 0     | Угорщина       | товариський матч | -    |          |
| 15-3-1923 | Відень    | Австрія        | 0 – 0     | Італія         | товариський матч | -    |          |
| 27-5-1923 | Прага     | Чехословаччина | 5 – 1     | Італія         | товариський матч | -    |          |
| Усього    |           | Матчів         | 11        |                | Голів            | 3    |          |